# Afrixalus uluguruensis
Afrixalus uluguruensis är en groddjursart som först beskrevs av Barbour och Arthur Loveridge 1928.  Afrixalus uluguruensis ingår i släktet Afrixalus och familjen gräsgrodor. IUCN kategoriserar arten globalt som starkt hotad. Inga underarter finns listade i Catalogue of Life.